# Mary Pierce
Mary Caroline Pierce (sinh ngày 15 tháng 1 năm 1975) là một vận động viên quần vợt chuyên nghiệp người Pháp đã giải nghệ. Cô từng đại diện cho nước Pháp trong các cuộc thi đồng đội và Thế vận hội. Cô được sinh ra ở Canada với cha là người Mỹ và mẹ là người Pháp và có quốc tịch của cả ba quốc gia.
Pierce đã giành được bốn danh hiệu Grand Slam: hai danh hiệu đơn nữ, một đôi nữ và một đôi nam nữ. Cô đã lọt vào sáu trận chung kết đơn nữ Grand Slam, gần nhất là tại Mỹ mở rộng và Pháp mở rộng năm 2005. Danh hiệu đơn nữ Grand Slam của cô là giải Úc mở rộng 1995 và Pháp mở rộng 2000; Pierce là tay vợt Pháp cuối cùng, nam hay nữ, giành được danh hiệu Pháp mở rộng. Cô đã giành chiến thắng ở nội dung đôi tại 2000 Pháp mở rộng với Martina Hingis với tư cách là đối tác của mình và lọt vào một trận chung kết đôi nữ Grand Slam tại Giải Úc mở rộng 2000, vẫn đánh cùng với Hingis. Cô cũng giành chiến thắng ở nội dung đôi nam nữ tại Giải vô địch Wimbledon 2005, đánh cùng với Mahesh Bhupathi. Pierce đã giành được 18 danh hiệu đơn WTA và 10 danh hiệu đôi WTA, bao gồm năm sự kiện đơn cấp I. Cô cũng hai lần lọt vào trận chung kết Giải vô địch WTA Tour cuối mùa, gần đây nhất là vào năm 2005.